# جی‌دی مک‌دونا
جی‌دی مک‌دونا (انگلیسی: JD McDonagh؛ زادهٔ ۱۵ مارس ۱۹۹۰) کشتی‌گیر کشتی حرفه‌ای اهل جمهوری ایرلند است.
او عضوی از گروه جاجمنت دی(انگلیسی the judgment day ) می باشد.
به همراه (لیو مورگن،دامنیک میستریو،کارلیتو و رئیس این گروه فین بلر)